# سيدريك ماكسويل
سيدريك ماكسويل (بالإنجليزية: Cedric Maxwell)‏ مواليد 21 نوفمبر 1955 في كينستون، هو لاعب كرة سلة أمريكي سابق بدأ مسيرته الاحترافية في سنة 1977. يبلغ طوله 6 قدم 8 بوصة (2.0 م). اعتزل اللعب في 1988.

## فرق لعب لها
- بوسطن سيلتكس
- لوس أنجلوس كليبرز
- هيوستن روكتس

## روابط خارجية
- سيدريك ماكسويل على موقع إن بي أي (الإنجليزية)
- سيدريك ماكسويل على موقع سبورتس رفرنس (الإنجليزية)
- سيدريك ماكسويل على موقع كلية كرة السلة في سبورتس رفرنس.كوم (الإنجليزية)
- سيدريك ماكسويل على موقع ريلجم (الإنجليزية)
- سيدريك ماكسويل على موقع بروبوليرز (الإنجليزية)
- سيدريك ماكسويل على موقع قاعة كارولاينا الشمالية للمشاهير الرياضية (الإنجليزية)